# Narcisse Virgilio Díaz
Narcisse Virgilio Díaz de la Peña (n. 21 august 1807, Imperiul Spaniol – d. 18 noiembrie 1876, Menton, Alpes-Maritimes, Franța) a fost un pictor francez din școala Barbizon.

## Viața

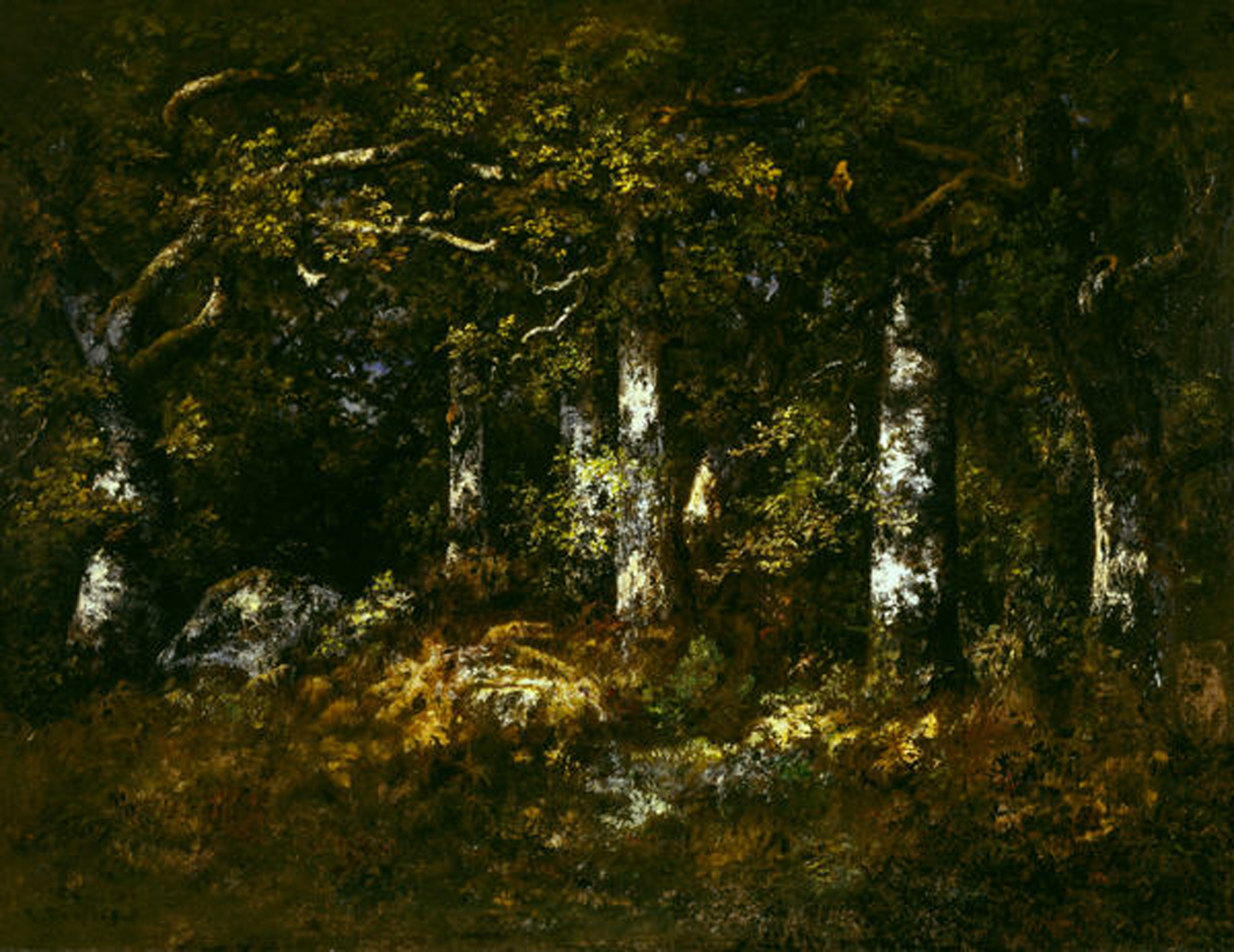
Pădurea Fontainebleau, 1868, Muzeul de Artă din Dallas

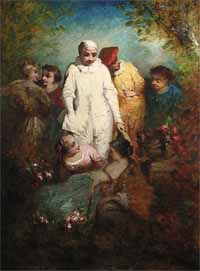
„ Fête Champetre ” de Diaz de la Peña

Diaz s-a născut la Bordeaux din părinți spanioli. La vârsta de zece ani, Diaz a rămas orfan, iar nenorocirile i-au însoțit primii ani de viață. A fost mușcat de picior de o reptilă în pădurea Meudon, lângă Sèvres, unde fusese dus să locuiască la niște prieteni ai mamei sale. Mușcătura a fost prost îngrijită și, în cele din urmă, și-a pierdut piciorul. Cu toate acestea, după cum s-a dovedit, ciotul de lemn care i-a înlocuit piciorul a devenit celebru.
La cincisprezece ani a intrat în studiourile de la Sèvres, lucrând mai întâi la decorarea porțelanului și mai târziu orientându-se spre pictură. Scenele turcești și orientale l-au atras și a început să picteze figuri orientale îmbrăcate în veșminte bogat colorate; multe dintre aceste picturi au fost păstrate până în prezent. De asemenea, a petrecut mult timp la Barbizon, lângă Pădurea Fontainebleau, unde au fost realizate unele dintre cele mai faimoase picturi ale sale. Unul dintre profesorii și prietenii săi din Paris a fost François Souchon⁠(d).
În jurul anului 1831, Díaz l-a întâlnit pe Théodore Rousseau, pentru care avea o mare venerație, în ciuda faptului că Rousseau era cu patru ani mai tânăr. La Fontainebleau, Díaz l-a găsit pe Rousseau pictându-și minunatele sale tablouri din pădure și a fost hotărât să picteze în același mod, dacă era posibil. Cu toate acestea, Rousseau avea pe atunci o stare de sănătate precară, acrit împotriva lumii și, în consecință, era greu de abordat. Odată, Diaz l-a urmărit pe furiș până în pădure, piciorul său de lemn împiedicându-i înaintarea, dar s-a ascuns de pictor, încercând să-i observe metoda de lucru. După un timp, Díaz a găsit o modalitate de a se împrieteni cu Rousseau și și-a dezvăluit dorința de a înțelege tehnicile acestuia din urmă. Rousseau a fost impresionat de cuvintele pasionale de admirație și, în cele din urmă, l-a învățat pe Diaz tot ce știa.
Díaz a expus numeroase tablouri la Salonul de la Paris și a fost decorat în 1851 cu gradul de Cavaler al Legiunii de Onoare. În timpul războiului franco-german (1870-1871) a plecat la Bruxelles. După 1871, lucrările sale au devenit la modă și au crescut treptat în aprecierea colecționarilor și a lucrat constant și cu succes. Cele mai bune tablouri ale lui Díaz sunt scenele din pădure și furtunile, iar faima sa se bazează pe acestea. Există mai multe exemple din lucrările sale la Luvru, iar trei tablouri cu figuri mici se află în colecția Wallace, Casa Hertford. Poate că cele mai notabile dintre lucrările lui Diaz sunt „La Fée aux Perles” (1857, găzduită la Luvru); „Apus de soare în pădure” (1868); „Furtuna” și „Pădurea Fontainebleau” (1870, aflat la Leeds). Muzeul Metropolitan de Artă deține aproximativ două duzini de lucrări ale lui Díaz, inclusiv o altă versiune a „Pădurii Fontainebleau”, precum și multe desene și studii.
Diaz însuși nu a avut elevi cunoscuți, dar François Visconti⁠(d) i-a emulat într-o oarecare măsură opera, iar Léon Richet⁠(d) i-a urmat în mod semnificativ metodele de pictare a copacilor. Pentru o perioadă, Jean-François Millet a pictat și figuri mici, imitând în mod declarat subiectele populare de atunci ale lui Diaz. Renoir a spus odată că „eroul meu a fost Díaz”. În 1876, în timp ce vizita mormântul fiului său, a răcit. S-a dus la Menton în încercarea de a-și recupera sănătatea, dar pe 18 noiembrie a aceluiași an a murit.

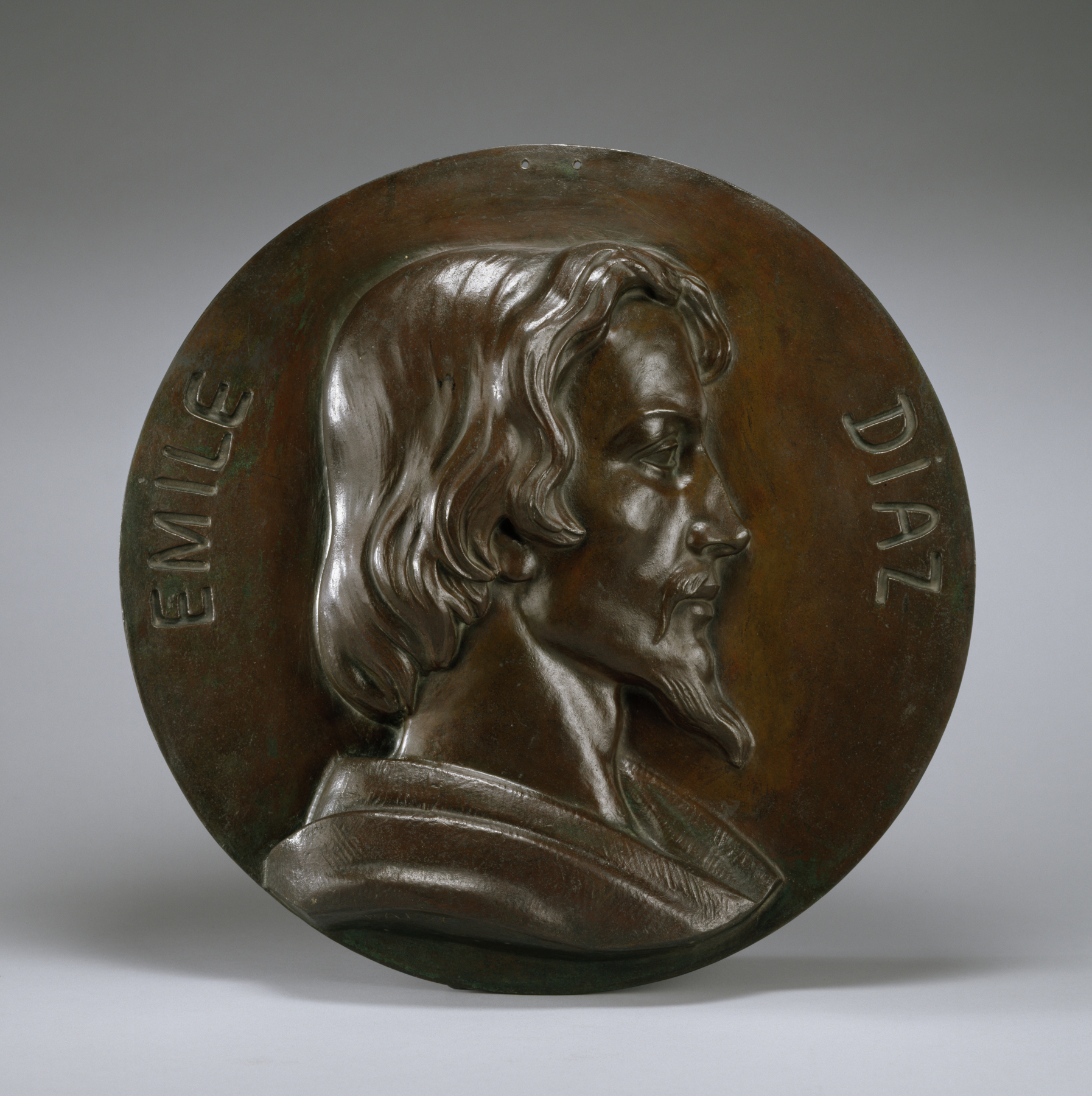
Medalionul fiului lui Díaz, Eugène-Émile

Fiul lui Díaz, Eugène-Émile (1837–1901), a dobândit o oarecare faimă sub numele de compozitor Eugène Diaz.
Rue Narcisse Diaz din Auteuil⁠(d), Paris poartă numele lui.